# تاکه‌آکی ماتسوموتو
تاکه‌آکی ماتسوموتو (انگلیسی: Takeaki Matsumoto؛ زادهٔ ۲۵ آوریل ۱۹۵۹) وزیر امور خارجه ژاپن اهل ژاپن است.